# Horsefly Lake
Horsefly Lake är en sjö i Kanada.   Den ligger i provinsen British Columbia, i den centrala delen av landet, 3 300 km väster om huvudstaden Ottawa. Horsefly Lake ligger 783 meter över havet. Arean är 57 kvadratkilometer. Den sträcker sig 13,4 kilometer i nord-sydlig riktning, och 38,9 kilometer i öst-västlig riktning.
I omgivningarna runt Horsefly Lake växer i huvudsak barrskog. Trakten runt Horsefly Lake är nära nog obefolkad, med mindre än två invånare per kvadratkilometer.